# 원사웅
원사웅(元士雄, 1575년~1646년 이전)은 조선 시대 무신으로, 군인이자 경상우수영 우수사 원균의 아들이다. 임진왜란 중 1597년 아버지 원균과 함께 전사한 것으로 일반적으로 알려져 있지만, 실제로는 그때 전사하지 않았고 1646년 이전에 사망한 것으로 추정된다. 자(字)는 대기(大器)이고, 본관은 원주(原州), 봉군호(封君號)는 원성군(原城君)이다.
무과 급제 후 관직은 훈련원정에 이르렀고, 사후 선무원종공신 2등에 녹훈되었다. 공신 회맹록과 승정원일기 기록에는 1628년에 원사웅이 9월에 가의대부로 승진했다가 12월에 다시 가선대부로 낮아졌다는 기사가 나타난다.
원사웅은 원균의 아들이라는 점 이외에는 대부분의 기록에 논란이 있는 인물로 이순신을 옹호하는 쪽의 논지와 원균을 옹호하는 쪽의 논지가 상반되어 임진왜란 관련인물 중에서 논란이 가장 많은 인물 중에 하나이며, 원사웅에 대한 기록은 그 어떤 것도 맹신할 수 없는 상태이다.

## 생애
원사웅은 병마절도사 증 영의정 원준량의 손자이자 경상우수영 우수사 원균과 파평 윤씨의 둘째 아들로 1575년에 태어났다. 일찍부터 궁마에 능했으며, 1592년 임진왜란이 일어나자 아버지 원균을 따라 전장에 출정하였다.
경상우수영 사후장(伺候將)으로 활약하였으며, 경상우수영에서 원균 등이 노획한 조총 70정을 1594년 4월 왕에게 바쳐 특별 포상으로 승급되기도 했다.
그의 행적에 대해 12세 된 첩의 어린 아들이었다는 경상좌수사 이순신의 비방 이후, 자신에 대한 비방이 매우 심하자 그는 이를 해명하려 장계를 가지고 행재소(行在所)를 찾아갔다. 선조는 억울함을 청하는 그를 특별히 불러보고 음식물을 하사하고 면유(面諭)하는 은전을 입었으며, 그 뒤 훈련원정에 제수되었다."라고 주장하나, 선조실록 승정원일기 등 공식기록에서 관련사료를 찾아볼수 없음은 물론이고 다른 비공식사료에서도 관련기록을 찾아 볼 수가 없으며, 오직 원씨 가문 족보에서만 하사품을 내렸다는 내용을 확인할 수 있으며 곤장을 맞았다는 기록은 아예 관련 사료를 찾아볼 수가 없다.
1597년 6월 19일 칠천량 해전에서 아버지 원균을 보호하다가 전사했다고 일반적으로 알려져 있지만, 이때 전사하지 않고 1646년에 사망하였다. 또한 임진왜란 이후에 무과에 급제하였으므로 전사했을 가능성은 없다.
선무원종공신 2등(宣武原從功臣二等)에 추서되었다.

## 논란과 의혹

### 사망 의혹
1597년 6월 19일 칠천량 해전에서 아버지 원균을 보호하다가 전사했다고 원주 원씨 족보에는 적혀있지만, 공식 기록인 십구공신회맹록 승정원일기
등에는 전후에도 멀쩡히 살아있는 것으로 나온다.
- 1604.10.28 15공신회맹록, 호종, 선무, 청난 3공신 책훈 후.
정헌대부(正憲大夫) 지중추부사(知中樞府事) 증효충장의적의협력선무공신(贈效忠仗義迪毅協力宣武功臣) 숭록대부(崇祿大夫) 의정부좌찬성(議政府左贊成) 겸판의금부사(兼判義禁府事) 원릉군(原陵君) 원균(元均) 적장자(嫡長子) 어모장군(禦侮將軍) 훈련원정(訓鍊院正) 신(臣) 원사웅(元士雄)
- 1613.3.12 19공신회맹록, 위성, 익사, 정운, 형난 4공신 책훈 후.
선무공신(宣武功臣) 원균(元均) 장자(長子) 절충장군(折衝將軍) 행용양위부호군(行龍驤衛副護軍) 신(臣) 원사웅(元士雄)
- 1625.4.17 17공신회맹록, 정사, 진무 2공신 책훈 후.
선무공신(宣武功臣) 원균(元均) 장자(長子) 절충장군(折衝將軍) 전첨지중추부사(前僉知中樞府事) 신(臣) 원사웅(元士雄)
- 1628.9.13 19공신회맹록, 소무, 영사 2공신 책훈 후.
선무공신(宣武功臣) 원균(元均) 장자(長子) 가선대부(嘉善大夫) 원성군(原城君) 신(臣) 원사웅(元士雄)
- 1646.9.3 20공신회맹록, 영국공신 책훈 후.
선무공신(宣武功臣) 원균(元均) 장손(長孫) 전력부위(展力副尉) 행충좌위부사용(行忠佐衛副司勇) 신(臣) 원필(元珌)
- 1680.8.30 20공신회맹록, 1689.7.25 취소, 1694.10.12 회복, 보사공신 책훈 후.
선무공신(宣武功臣) 원균(元均) 장손(長孫) 선략장군(宣略將軍) 행충좌위부사과(行忠佐衛副司果) 신(臣) 원필(元珌)
- 1728.7.18 21공신회맹록, 분무공신 책훈 후.
선무공신(宣武功臣) 원균(元均) 장손(長孫) 학생(學生) 신(臣) 원진서(元震瑞)
더구나 1720년에 발간된 원씨 족보를 보면 여기에서도 원사웅이 전사하지 않았다고 나온다.
(20세) 子 士雄(承嫡), 字大器, 乙亥生, 當壬辰倭亂從原陵君軍, 多有捷獲之功, 而浮謗太甚, 以伸卞事, 持狀啓, 詣行在, 特蒙引對, 賜饋面諭, 卽除訓正, 賊平後策功二等, 後登武科, 官至同知, 襲封原城君, 娶萬戶綾州具三樂女, 生一子, 繼娶昌寧成汝學女, 生一子, 墓在振威馬山酉坐原.
(번역) 아들 사웅(적통을 승계하다), 자(字)는 대기(大器), 을해년(乙亥年, 1575)에 태어났다. 임진왜란 때에 원릉군(原陵君)을 따라 종군하여 첩획(捷獲)의 공이 많이 있었는데, 뜬 비방이 매우 심하여 이를 신변(伸卞)할 일로 장계를 가지고 행재소(行在所)에 이르니 특별히 불러보시고 음식물을 하사하고 면유(面諭)하는 은전을 입었으며, 곧바로 훈련원 정을 제수(除授)받았다. 왜적을 평정한 후에 (선무원종) 2등공신으로 책훈되었다. 그 후에 무과에 급제하여 관직이 동지중추부사(同知中樞府事)에 이르렀으며, 원성군(原城君)을 습봉(襲封)하였다. 만호(萬戶) 능주 구삼락(具三樂)의 딸에게 장가들어 아들 하나를 낳았으며, 이어 창녕 성여학(成汝學)의 딸에게 장가들어 아들 하나를 낳았다. 묘는 진위현(振威縣) 마산(馬山)의 유좌(酉坐) 언덕에 있다.

1921년에 발간된 족보를 보면 이제야 원사웅이 전사했다는 기록이 나온다.
(20世) 子 士雄, 字大器, 宣祖乙亥生, 登武科, 官同中樞, 襲封原城君, 宣祖三十年丁酉七月日殉節, 壬辰之亂, 從統制公軍, 統制公多捷獲之功, 而浮謗甚囂, 以伸卞事, 持狀啓詣行在, 特蒙引對賜饋面諭, 除訓鍊正, 賊平策勳二等. 配 綾城具氏 父萬戶三樂, 配 昌寧成氏 父汝學, 墓 振威馬山酉坐.
(번역) 아들 사웅(士雄), 자(字)는 대기(大器), 선조 을해년(乙亥年, 1575)에 태어나 무과에 급제하여 관직은 동지중추부사(同知中樞府事 종2품)에 이르렀으며, 원성군(原城君)을 습봉(襲封)하였다. 선조 30년 정유년 7월 일에 순절하였다. 임진왜란 때는 통제사공(統制使公)을 따라 종군(從軍)하였는데, 통제공이 많은 첩획(捷獲)의 공을 세웠으나 뜬 비방이 심히 많았기에 신변(伸卞)할 일로 장계를 가지고 행재소(行在所)에 도착하니 (선조께서) 특별히 불러 음식물을 하사하고 면유(面諭)하시는 은전을 입었으며, 훈련원 정을 제수(除授)받았다. 왜적이 평정되고 나서 (선무원종) 2등공신에 책훈(策勳)되었다. 배(配)는 능성 구씨로 부친은 만호(萬戶) 삼락(三樂)이다. 배(配)는 창녕 성씨로 부친은 여학(汝學)이다. 묘(墓)는 진위현(振威縣)의 마산(馬山)의 유좌(酉坐)에 있다.

1720년의 족보와 비교해보면 전사했다는 내용을 넣기 위해서 임진왜란 후의 행적을 전부 삭제한 것이 보인다. 원씨집안 족보의 변경내용과 다른 공식기록들을 고려해보면 원사웅의 임진왜란 전사는 사실이 아닌 조작으로 보인다. 실제적인 사망년도는 1646년 사망 등의 이유로 논의되는 승계가 언급된 점을 미루어 보아 대략 1646년 이전에 사망했을 것이라고 추정할 뿐이다.

### 이순신의 모함
임진왜란 당시 그는 18세의 소년이었으나 이순신은 그가 12세의 어린아이라고 무고하여 논란이 되었다.
아버지인 원균과 이순신이 결정적으로 틀어진 것은 이순신의 보고 때문이었다. 그는 원균의 측실 소생인 원사웅이 12살밖에 되지 않는데, 전쟁에 공이 있는 것처럼 장계를 올렸다고 조정에 보고했던 것이다. 이런 개인적인 문제는 적을 앞둔 마당에 장수끼리 자중지란이 일어날 위기로 조정에 비쳐진 선조는 "수군 여러 장수들이 서로 화목하지 못하다고 하니 그런 습관을 모두 버리라"는 교시까지 내리게 된다.
그러나 이 사건은 진상을 조사하러 간 이덕형에 의해 그 내용이 완전히 밝혀진다. 원균의 외동아들 원사웅은 원균의 측실 소생이 아니라 정실 소생으로 당시 18세였다. 그는 아버지를 따라 전쟁터를 쫓아다니며 적을 여러 명 베기도 하는 등 공을 세우고 있었던 것이다. 이 사실은 이순신이 확인도 하지 않은 채 원균을 모함한 결정적인 요인이 되어 이순신이 하옥될 때 거론되기도 하며 조정에서는 이순신이 원균을 제함했다고 실록에도 기록되어 있다. 이후 선조는 이순신에 대한 인간적 불신을 키우게 된다.
이순신의 보고 중 "원균이 10여 세에 불과한 아들을 외람되게 공로자 명단에 올렸다."고 보고했는데, 조사해 보니 원균의 아들 원사웅은 어엿한 청년으로 충분히 전공을 세울 만 했다. 이순신이 수군통제사에서 해임된 것은 “원균이 이순신을 모함한 일” 때문이 아니라, 이 “이순신이 원균 또는 원균의 아들을 모함한 일”과, 부산의 왜군 진영을 이원익의 휘하에서 태워버린 작전을 자신의 작전인 양 거짓 보고를 올린 사건 등이 겹쳐 이루어진 일이다.
원균의 아들이 12세였다는 이순신의 보고는 원균의 서자인 10살 된 첩의 아들이고, 적자인 그는 임진왜란 초기에 18세였고, 임진왜란 중에 그는 20대의 성인이었다.

### 반론
그러나 위에 적힌 내용은 사실관계가 완전히 틀린 잘못된 내용이다. 먼저 이덕형이 이순신과 원균에 대해 조사한 1차 보고내용이다.
이덕형(李德馨)이 아뢰기를
“이순신(李舜臣)이 당초 원균을 모함하면서 말하기를 ‘원균은 조정을 속였다. 열두 살짜리 아이를 멋대로 군공(軍功)에올렸다.’라고 했는데, 원균은 말하기를 ‘나의 자식은 나이가 이미 18세로 활쏘고 말타는 재주가 있다.’ 고 했습니다. 두 사람이 서로 대질했는데, 원균은 바르고 이순신의 이야기는 군색하였습니다.”

하지만 3년 전의 김수의 사료를 보면 이순신이 원균이 10살 된 첩의 아들의 공을 올린 거 때문에 불만을 가졌다고 말한바 있다. 그런데 이덕형의 말에 나온원균의 아들은 정실부인의 아들인 원사웅이다. 즉, 이순신은 서자를 문제 삼았는데 적자를 내세우며 되려 이순신을 몰아붙인 것입니다. 또한 이 증언은 이덕형 자신의 입으로 다시 한번 부정된다.
“이순신(李舜臣)의 사람됨을 신이 직접 확인해 본 적이 없었고 한 차례 서신을 통한 적 밖에 없었으므로 그가 어떠한 인물인지 알지 못했습니다. 전일에 원균(元均)이 그의 처사가 옳지 못하다고 한 말만 듣고, 그는 재간(才幹)은 있어도 진실성과 용감성은남보다 못할 것이라고 여겼습니다. 그런데 신이 본도에 들어가 해변 주민들의 말을 들어보니, 모두가 그를 칭찬하며 한없이 아끼고 추대하였습니다. 또 듣건대 그가 금년 4월에 고금도(古今島)로 들어갔는데, 모든 조치를 매우 잘하였으므로 겨우 3∼4개월이 지나자 민가와 군량의 수효가 지난해 한산도(閑山島)에 있을 때보다 더 많았다고 합니다. 그제서야 그의 재능이 남보다 뛰어난 걸 알게  되었습니다. 그리고 유 제독(劉提督)이 힘껏 싸우는 데 뜻이 없다는 것을 간파한 뒤에는 국가의 대사(大事)를 전적으로 수병에 기대하지 않을 수 없었습니다. 그리하여 신이 주사에 자주 사람을 보내어 이순신으로 하여금 기밀의 일을 주선하게 하였더니, 그는 성의를 다하여 나라에 몸바칠 것을 죽음으로써 스스로 맹세하였고, 영위하고 계획한 일들이 모두가 볼 만하였습니다. 따라서 신은 나름대로 생각하기를 ‘국가가 주사의 일에 있어서만은 훌륭한 주장(主將)을 얻어서 우려할 것이 없다.’ 고 여겼습니다.
-	
그런데 불행하게도 그가 전사하였으니 앞으로 주사의 일을 책임지워 조치하게 하는데 있어 그만한 사람을 구하기가 어려울 것입니다. 참으로 애통합니다. 첩보(捷報)가 있던 날 군량을 운반하던 인부들이 이순신의 전사 소식을 듣고서 무지한 노약자라 할지라도 대부분 눈물을 흘리며 서로 조문하기까지 하였으니, 이처럼 사람을 감복시킬 수 있었던 것이 어찌 우연한 것이겠습니까. 그리고 양향(糧餉)을 조치하는등 모든 일에 있어서 요리해야 할 일들이 매우 광범위한데 하루 아침에 주관하는 사람이 없다면 필시죄다 산실될 것입니다. 특별히 새 통제사를 임명하시어 마음을 다해 요리하고 장병들을 위무하여 뿔뿔이 흩어지지 않도록 하소서. 이순신이 나라를 위하여 순직한 정상은 옛날의 명장에게도 부끄러울 것이 없었습니다. 포장(褒奬)하는 거조를 조정에서 각별히시행하소서.”
-	
하였는데, 비변사에 계하하였다.

위의 언급과 달리 자신은 이순신과 대질한 적이 없으며 오로지 원균의 말만 들었는데 나중에 다시 한번 조사해보니 원균의 말이 틀리고 원균이 이순신을 모함했다는 것을 알 수 있는 사료이다.
이를 입증하는 사료가 하나 더 존재하는데 백호전서를 쓴 남인 윤휴에 의하면 이 보고를 접한 이원익(李元翼)이 체찰사로 증거를 찾아내려 했으나 오히려 이순신이 충성심이 강하다는 사실만 확인했다고 한다.
또한 왜영방화사건의 경우도 이순신의 잘못이라고 하기는 힘들다. 먼저 이 왜영방화사건의 발단은 다음과 같다.
12월 27일에 성첩(成貼)한 통제사(統制使) 이순신(李舜臣)의 서장은 다음과 같다.
 “신의 장수 가운데 계려(計慮)가 있고 담력과 용기가 있는 사람 및 군관(軍官)·아병(牙兵)으로 활을 잘 쏘고 용력(勇力)이 있는 자들이 있는데, 항상 진영에 머물면서 함께 조석으로 계책을 의논하기도 하고 그들의 성심(誠心)을 시험하기도 하고 함께 밀약(密約)하기도 하였으며 또 그들을 시켜 적의 정세를 정탐(偵探)하게도 하였습니다. 그러던 터에 거제 현령(巨濟懸令) 안위(安衛) 및 군관 급제(及第) 김난서(金蘭瑞), 군관 신명학(辛鳴鶴)이 여러 차례 밀모(密謀)하여 은밀히 박의검(朴義儉)을 불러 함께 모의했습니다. 그랬더니 박의검은 아주 기꺼워하여 다시 김난서 등과 함께 간절하게 지휘(指揮)하면서 죽음으로 맹세하고 약속하였습니다. 같은 달 12일, 김난서 등은 야간에 약속대로 시간 되기를 기다리는데 마침 서북풍이 크게 불어왔습니다. 바람결에다 불을 놓으니, 불길이 세차게 번져서 적의 가옥 1천여 호와 화약이 쌓인 창고 2개, 군기(軍器)와 잡물 및 군량 2만 6천여 섬이 든 곳집이 한꺼번에 다 타고 왜선(倭船) 20여 척 역시 잇따라 탔으며, 왜인 24명이 불에 타 죽었습니다. 이는 하늘이 도운 것이지만, 대개 김난서가 통신사(通信使)의 군관(軍官)에 스스로 응모하여 일본을 왕래하면서 생사를 돌보지 않았기에 마침내 이번 일을 성공한 것입니다.
 안위(安衛)는 평소 계책을 의논하다가 적에 대해 언급할 경우 의분에 분개하여 자신이 살 계책을 돌보지 않았으며, 그의 군관 김난서와 신명학 등을 거느리고 적진으로 들어가 갖가지로 모의하여 흉적의 소굴을 일거에 불태워 군량·군기·화포 등 제구(諸具)와 선박 및 왜적 34명을 불태워 죽게 하였습니다. 부산(釜山)의 대적을 비록 모조리 다 죽이지는 못했지만 적의 사기를 꺾었으니 이 역시 한가지 계책이었습니다.
 일본을 왕래하는 경상 수영(慶尙水營) 도훈도(都訓導) 김득(金得)이 부산에 머물러 있었는데 그날밤 불타는 모습을 보고는 이달 12일 2경(更)에 부산의 왜적 진영 서북쪽 가에다 불을 놓아 적의 가옥 1천여 호 및 군기(軍器)와 잡물·화포(火砲)·기구(器具)·군량 곳집을 빠짐없이 잿더미로 만들었습니다. 그러자 왜적들이 서로 모여 울부짖기를 ‘우리 본국(本國)의 지진(地震) 때에도 집이 무너져 사망한 자가 매우 많았는데 이번에 이곳에서 또 화환(火患)을 만나 이 지경이 되었으니, 우리가 어디서 죽을지 모르겠다….’라고 했다 합니다. 이 말을 믿을 수는 없지만 또한 그럴리가 전혀 없는 것도 아닙니다. 안위·김난서·신명학 등이 성심으로 힘을 다하여 일을 성공시켰으니 매우 가상하며, 앞으로 대처할 기밀(機密)의 일도 한두 가지가 아니니 각별히 논상(論賞)하여 장래를 격려하소서.”

이 장계대로라면 소강상태에 있는 전쟁의 확전을 앞둔 상태에서 안위를 비롯한 군관들은 적진 한복판에 불을 질러 적에게 물리적·심리적 타격을 준 것이다. 그런데 다음과 같은 장계들이 연이어 올라오며 문제가 생기기 시작한다.
이조 좌랑(吏曹佐郞) 김신국(金藎國)이 서계(書啓)하였다.
“지난날 부산의 적 소굴을 불태운 사유를 통제사 이순신이 이미 장계하였다고 합니다. 그런데 도체찰사(都體察使) 이원익(李元翼)이 거느린 군관 정희현(鄭希玄)은 일찍이 조방장(助防將)으로 오랫동안 밀양(密陽) 등지에 있었으므로 적진에 드나드는 사람들이 정희현의 심복이 된 자가 많습니다. 적의 진영을 몰래 불태운 일은 이원익이 전적으로 정희현에게 명하여 도모한 것입니다. 정희현의 심복인 부산 수군(水軍) 허수석(許守石)은 적진을 마음대로 출입하는 자로 그의 동생이 지금 부산영 성 밑에 살고 있는데 그가 주선하여 성사시킬 수 있었으므로 정희현이 밀양으로 가서 허수석과 몰래 모의하여 기일을 약속해 보내고 돌아와 이원익에게 보고하였습니다. 날짜를 기다리는 즈음에 허수석이 급히 부산영에서 와 불태운 곡절을 고했는데 당보(?報)도 잇따라 이르렀습니다. 그래서 이원익은 허수석이 한 것을 확실하게 알게 된 것입니다. 이순신의 군관이 부사(副使)의 복물선(卜物船)을 운반하는 일로 부산에 도착했었는데 마침 적의 영이 불타는 날이었습니다. 그가 돌아가 이순신에게 보고하여 자기의 공으로 삼은 것일 뿐 이순신은 당초 이번 일의 사정을 모르고서 치계(馳啓)한 것입니다. 허수석이 작상(爵賞)을 바라고 있고 이원익도 또 허수석을 의지해 다시 일을 도모하려 하고 있습니다. 그렇다고 지금 갑자기 작상을 내리면 누설될 염려가 있으니 이런 뜻으로 유시(諭示)하고 은냥(銀兩)을 후히 주어 보내소서. 조정에서 만일 그런 곡절을 모르고 먼저 이순신이 장계한 사람에게 작상을 베풀면 반드시 허수석의 시기하는 마음을 일으키게 될 것이고, 적들이 그런 말을 들으면 방비를 더욱 엄하게 할 것입니다. 그렇게 되면 도모한 일을 시행할 수 없을 것입니다. 그래서 이원익이 신에게 계달하도록 한 것입니다. 또 이번 비밀리에 의논한 일은 이미 이원익의 장계에 있기 때문에 서계하지 않습니다.”
선조실록 84권. 선조 30년. 명 만력 25년 (1597년) 1월 2일
이조 좌랑 김신국(金藎國)이 서계하였다.
“지난번 통제사(統制使) 이순신(李舜臣)이, 부산 군영을 몰래 불태운 사실을 조정에 보고하였는데, 이원익(李元翼)이 신에게 말하기를 ‘군관 정희현(鄭希玄)이 일찍이 조방장(助防將)으로 적의 둔영(屯營) 근처에 오래 머물면서 부산 수군 허수석(許守石)을 심복으로 삼았었다. 수석이 적진을 드나들었는데, 그의 동생이 부산 군영에 있었기 때문에 적의 정세를 잘 알았다. 마침내 수석과 계책을 세워 날짜를 약속하여 몰래 적의 둔영을 불태웠는데, 그날 순신의 군관이 마침 부산에 이르렀다가 먼저 순신에게 보고하여 자기의 공로로 삼은 것이다. 그런데 순신은 그런 내용을 전혀 모르고 그렇게 계문한 것이다. 이제 수석과 다시 도모하는 바가 있는데, 만약 수석에게 벼슬을 상으로 내리면 일이 혹 누설될까 싶고, 공로를 순신의 군관에게로 돌리면 수석이 반드시 분하게 여겨 현재 도모하는 일이 제대로 되지 않을까 싶다.’ 고 하였습니다.”
선조수정실록 31권. 선조 30년. 명 만력 25년 (1597년) 1월 1일
비변사가 아뢰기를,
“적진 가운데로 불을 지르는 일을 곧 시행해야 하는데 이번 봄에 정희현(鄭希玄)이 적에게 붙은 사람들과 불을 지르자고 서로 약속해 놓고서도 다시 계책을 시행하지 못한 것은 필시 사세가 불편했기 때문일 것입니다. 그러나 각 진영의 하인(下人)으로 아직 적의 진영을 왕래하는 사람이 있으니, 별도로 영리한 사람을 가려 적에게 붙은 사람이 있는 곳에 들여보내 중한 상을 주겠다고 밀유(密諭)하여 그로 하여금 바람이 불 때 몰래 병량(兵糧)을 쌓아둔 곳에다 불을 지르게 하면 이익이 반드시 많을 것인데 총병의 소견도 반드시 이에 있었을 것입니다.
선조실록 89권. 선조 30년. 명 만력 25년 (1597년) 6월 20일

김신국의 보고 이후 비변사를 비롯한 조정은 정희현이 부산왜영방화를 주도한 것으로 알고 있었다. 이 말대로라면 이순신은 부하의 말에 넘어가서 허위보고를 한 것이 된다. 그리고 이는 뒷날 이순신이 '임금을 기만했다'는 공격소재로 아주 유용하게 쓰이고, 더 나아가 이순신이 체포되어 압송되게 되는 계기 중 하나로 작용한다.
그런데 정황을 살펴보면 이순신이 부하에게 속아 허위보고를 했다고 보기 어려운 점들이 많다. 무엇보다 특이한 점은 이 방화사건으로 곤경에 빠져 죄를 얻은 사람은 이순신뿐이라는 것이다. 위에서 이원익이 공을 세웠다고 보고한 정희현과 허수석을 제치고 이순신이 공을 세웠다고 하는 인물들이 어떻게 되었나 보면 이것이 명확하게 드러난다.
우선 김난서와 신명학에 대해서는 『선조실록』에 수록된 이순신의 장계를 빼면 기록이 없다. 이 두 사람을 제외하면 안위와 박의검이 남는데, 두 사람 모두 부산왜영방화사건의 허위보고로 죄를 얻지는 않았다.
먼저 안위를 보면, 그는 이 일로 전혀 곤욕을 치르지 않는다. 오히려 이순신이 체포될 때도 계속 자리를 유지했으며 명량해전 때 이순신이 다른 장수들을 불렀을 때 제일 먼저 달려와 분전한 공로로 전라 우수사로 승진하기까지 했다. 안위가 자신의 공을 허위보고 했다면 벌어질 수 없는 일이다. 더욱이 안위는 정여립(鄭汝立)의 5촌 조카로 기축옥사(1589년) 때 연좌되어 장형에 처해진 뒤 평안도로 유배된 적이 있었다. (『선조실록』 139권. 선조 34년 (1601년) 7월 30일) 이런 일을 가지고 허위보고를 했다가 '역적의 친족으로서 거리낌 없이 남의 공을 가로챘다'는 공격을 받을 경우 아무리 전시(戰時)의 무관이라 해도 '용서할 도리'는 고사하고 목숨이 열개라도 살아날 길이 없다. 그러나 그는 계속 자리를 유지했으며 오히려 뒷날 명량해전의 공을 인정받아 전라우수사가 되는 등 수군에서 중요한 직책을 계속 역임한다. 전쟁 후에도 정여립 사건과 관련되어 곤욕을 치룬 적은 있어도 이 일로 문제가 된 적은 없다. 또한 다음으로 박의검의 경우를 살펴 보겠다.
영의정 유성룡이 아뢰기를,
“사신은 도해하였는데 박의검이 전혀 왕래하지 않으면 사세가 마치 거절하는 것 같아서 적이 반드시 의심할 것입니다. 이제 듣건대, 평조신(平調信)이 아직 저곳에 머물러 있다 하니, 말을 잘하는 자를 시켜 ‘천사가 무엇 때문에 나갔느냐.’ 고 묻게 하고, 통사(通使)가 양편 사이를 끊임없이 왕래하며 견제하고 지연시키게 하면 괜찮겠습니다.”
하니, 상이 이르기를,
“적의 정세를 탐지하고 싶다면 알맞은 사람을 가려서 보내라.”
하자, 유성룡이 아뢰기를,
“장희춘(蔣希春)과 이겸수(李兼受)를 보낼 만합니다.”
하고, 동지(同知) 윤선각(尹先覺)이 아뢰기를,
“박의검을 바로 들여보내어 근수(?隨)하게 하는 것이 좋겠습니다.”
하고, 김응남이 아뢰기를,
“박의검은 중국 사신을 모시고 들어간다고 말하고, 또 무반도 가려 보내어 사신의 회첩을 가져오게 하는 것이 마땅할 듯합니다.”
하니, 상이 이르기를,
“박의검이 전할 말이 있으면 수종인(隨從人)을 보내어 그 곡절을 알아 오게 하는 것도 괜찮겠다.”
선조실록 76권. 선조 29년. 명 만력 24년 (1596년) 6월 20일

박의검의 직책과 임무를 볼 때, 그가 방화사건에 동참했을 가능성은 많다. 명나라 사신들과 더불어 왜영을 드나들며 그 안의 사정을 잘 아는 동시에 고급 정보를 얻었을테고, 따라서 불을 지를 때와 장소를 잘 파악할 만한 인물이기 때문이다. 게다가 이순신의 보고를 보면 다른 어떤 증언보다도 왜군의 피해가 자세히 서술되어 있는데, 여기에는 박의검의 역할이 컸기 때문이라는 짐작이 가능하다. 박의검 역시 허위공적 문제로 시비가 걸리지 않은 데다가 나중에도 명나라 장수들을 따라다니며 중요한 역할을 수행하는 것을 보면 충분히 가능한 이야기이다. 이와 같이 실제적으로 허위보고를 한 당사자는 무사하고 오히려 그 상전인 이순신만 이 사건이 문제된 것을 알 수 있다.
이번에는 김신국의 보고를 살펴보겠습니다. 김신국은 본래 이 사건을 조사할 목적으로 보내진 것이 아니었습니다. 다음 사료를 보면 그 사실을 알 수 있습니다.
상이 이르기를
“승지가 어렵게 여기는 것 또한 옳으나, 지금 이 거사는 뜻밖에 군대를 동원하는 예가 아니다. 우리 나라가 방어한다는 소문이 이미 전파되었으니, 비록 급하게 군대를 동원하더라도 적은 반드시 놀라지 않을 것이다. 저번에 내가 몸소 군사를 독려한다고 한 것도 역시 이러한 뜻에서이다. 지금 군대를 동원하는 것이 하나의 기회이고 하늘의 뜻이 이와 같은 것이 또 하나의 기회이다. 다만 두려운 점은 군사 기밀이 누설될까 하는 것이요, 또한 일본에서 중국 장수들을 구류할까 하는 것이다. 전일에 의정한 것을 혹 시행한다 해도 도원수와 도체찰사에게 알리지 않을 수 없으니, 말을 잘 타는 문신(文臣)을 급히 보내 의논하도록 해야 할 것이다.”
하였다. 호조 판서 김수(金?)가 아뢰기를
“김신국(金藎國)을 보내야 합니다.”
하니,【신국은 약관에 과거에 급제하여 지혜와 재능이 모두 훌륭하였다. 】 상이 이르기를,
“질병이 있어 중도에 지체될까 염려되니, 다시 비변사 낭청을 보내어 함께 가서 개유하는 것이 좋을 것이다. 시기는 바로 지금이니 이는 하늘이 주신 것이다.”
선조실록 83권. 선조 29년. 명 만력 24년 (1596년) 12월 25일

이 기록을 보면 김신국이 파견된 것은 부산왜영방화사건을 조사할 목적이 아니라 일본군의 본격적인 재침을 앞두고 이에 대비하기 위한 군사작전을 알리고 논의하기 위해 보내진 것이었다. 왜영방화사건에 대한 보고는 그 과정에서 붙은 부속물이라는 것이다. 그리고 이 기록이 말해주듯이, 12월 25일까지도 김신국은 한양(서울)에 있었다. 당시의 교통과 통신 속도, 그리고 서계가 작성된 날짜(1월 2일)를 고려하면 그가 제대로 상황파악을 하고 글을 썼다고 보기는 힘들다. 상소 말미에 김신국은 '이번에 비밀리에 의논한 일은 이미 이원익의 장계에 있기 때문에 서계하지 않습니다'고 했는데, 비밀리에 의논한 일은 일본의 재침을 앞두고 수립한 전략으로 보인다. 여기에 대한 이원익의 장계는 『선조실록』에는 없지만 『선조수정실록』과 이원익의 문집 『오리집(梧里集)』에 수록되어 있다.
도체찰사 이원익(李元翼)이 치계하였다.
“김신국(金藎國)이 가지고 온 성교(聖敎)의 내용을 도원수 권율(權慄)과 상의하였는데, 권율은 ‘근일 부산에 있는 적의 소굴 중 상당수가 불에 타 어느 정도는 당초 계획대로 되었으나, 곧바로 부산의 군영을 치는 일은 실로 경솔하게 거사하기 어렵다. 반드시 수군이 와 집결하기를 기다려서 때를 보아 움직여야 한다.’고 하였고, 신도 ‘적의 소굴이 불에 타고 청적(淸賊)이 건너오기 전에 부산 군영을 공격하는 것이 참으로 좋은 기회이나, 갑자기 경솔하게 진격하였다가 만에 하나라도 차질이 있게 되면 다시는 기세를 떨치기가 어려울 것이다. 급히 수군으로 하여금 먼저 거제(巨濟)를 점거하여 해로를 차단하게 하고, 육로로 행군하면서 상황을 보아 진격해야 한다.’고 생각하여, 권율과 같은 의견입니다. 오직 조정의 지휘를 기다립니다. 이밖의 다른 사정은 모두 신국이 계달(啓達)한 내용에 있습니다.”
선조수정실록 31권. 선조 30년. 명 만력 25년 (1597년) 1월 1일
좌랑(佐郞) 김신국이 가져온 비망기(備忘記)와 더불어 비변사 회계(回啓)의 내용을 도원수 권율과 상의하였는데, 권율은  ‘근일 부산에 있는 적의 소굴 중 상당수가 불에 타 어느 정도는 당초 계획대로 되었으나, 곧바로 부산의 군영을 치는 일은 실로 경솔하게 거사하기 어렵다. 반드시 수군이 와 집결하기를 기다려서 때를 보아 움직여야 한다.’고 하였고, 신도 ‘적의 소굴이 불에 타고 청적(淸賊)이 건너오기 전에 부산 군영을 공격하는 것이 참으로 좋은 기회이다. (그러나) 지금 사세를 보건데, 아군의 조치는 때가 완비되지 않았고, 비록 적의 무리가 보잘것 없지만, 가벼이 볼 수 없다. 갑자기 경솔하게 진격하였다가 만에 하나라도 차질이 있게 되면 다시는 기세를 떨치기가 어려울 것이다. 급히 수군으로 하여금 먼저 거제(巨濟)를 점거하여 해로를 차단하게 하고, 육로로 행군하면서 상황을 보아 진격해야 한다.’고 생각하여, 권율과 같은 의견입니다. 오직 조정의 지휘를 기다립니다. 이밖의 다른 사정은 김신국이 보내 올렸습니다. (전하께서 보시고) 비변사에 계하(啓下. 장계의 내용을 재가함)하셨다.
오리집 속집 2권. 장계(狀啓)편. 4도 도체찰사 재직시 올린 장계[정유년(1597년) 정월 초 4일]

선조수정실록』은 이 장계가 올라온 날짜를 1월 1일이라고 했지만 『선조수정실록』의 날짜수록습관주(4)을 고려할 때 이 장계가 작성되어 보내진 날은 1월 4일로 보인다. 그런데 여기서 이원익과 권율 모두 이순신의 허위보고 여부에 대해서는 전혀 언급이 없다. 오히려 '어느 정도 당초 계획대로 되었다'는 긍정적인 반응만 보이고 있습니다. 여기서 장계 1통을 더 살펴보겠습니다. 이원익이 12월 26일 작성해서 보낸 장계로, 『조선왕조실록』에는 수록되어 있지 않지만 『오리집』에 수록되어 있습니다.
수군의 세력이 바야흐로 모양을 갖추었으므로 수군을 지금 당장 출전시켜야 합니다. 명나라 사신과 장수들이 이미 부산을 떠났으니, 왜선이 오가는 길을 끊어야 한다고 헤아려집니다. (지체하면) 그 사이에 곡절이 있을 테니 조정이 급히 지휘해야(명을 내려야) 합니다. 신이 지금 사천(泗川)에 이르러 통제사 이순신과 상의하였는데, 행장(고니시 유키나가)이 거느린 적이 오가는 배는 비록 (오는 길을) 끊어서 잡는데는 미치지 못했지만, 기요마사가 다른 시기에 바다를 건널 때에 맞추어 (그 길을) 끊어 막는 것이 마땅하고 생각됩니다. 이를 위해 먼저 이순신에게 모든 지휘를 맡겼습니다. 고니시와 가토는 서로 미워한지 오래인데, 순신이 이를 부추기고자 합니다. 그러나 진중에 물품이 없어서 이 일을 편하게 하기 어렵습니다. 해당 관청에 은자(銀子) 약간을 한산도 진중에 보내도록 명령했습니다. 신이 이곳에 가지고 온 은자는 혹은 군상(軍賞)으로 사용하기도 하고, 혹은 (일을) 주선하는데 사용하기도 했습니다......(중략)......여러 관청에 빨리 하도록 재촉해서 명하여 이에 더해서 뒷날 후회할 일이 없도록 하였습니다.(전하께서 보시고) 비변사에 계하하였다.
오리집 속집 2권. 장계편. 4도 도체찰사 재직시 올린 장계[병신년(1596년) 12월 26일]

장계가 작성된 날은 26일. 12월 12일에 방화사건이 벌어졌고, 이순신이 이에 대해 보고한 장계가 작성되어 보내진 날이 12월 27일이라는 것을 감안하면 이무렵엔 이순신은 물론이고 이원익도 이 일에 대해 알고 있었을 것입니다. 그런데 이 글을 보면 부산포의 왜영 방화에 대한 언급은 아예 없습니다. 일본군의 증원을 앞두고 바다를 건너오는 적을 공격하여 해도를 차단할 계획, 일본군 수뇌부에 대한 이간질, 그리고 한산도 진중의 금전적 문제와 관련된 일만 나와 있고, 이런 일들이 이순신과 상의한 내용이라는 것입니다. 이는 이순신이나 이원익 모두 다른 쪽을 속여서 위에 보고를 했을 만한 가능성은 없다는 증거입니다.
그리고, 이 사건의 진상을 짐작하게 하는 발언이 선조의 입을 통해 나옵니다. 1597년 1월 27일, 선조는 이순신을 제거하고 수군의 지휘권을 원균에게 넘길 뜻을 노골적으로 드러내는데 그 과정에서 부산 왜영 방화사건이 언급됩니다.
상이 이르기를,
“나는 이순신의 사람됨을 자세히 모르지만 성품이 지혜가 적은 듯하다. 임진년 이후에 한번도 거사를 하지 않았고, 이번 일도 하늘이 준 기회를 취하지 않았으니 법을 범한 사람을 어찌 매번 용서할 것인가. 원균(元均)으로 대신해야 하겠다. 중국 장수 이 제독(李提督)이하가 모두 조정을 기만하지 않는 자가 없더니, 우리 나라 사람들도 그걸 본받는 자가 많다. 왜영을 불태운 일도 김난서(金鸞瑞)와 안위(安衛)가 몰래 약속하여 했다고 하는데, 이순신은 자기가 계책을 세워 한 것처럼 하니 나는 매우 온당치 않게 여긴다. 그런 사람은 비록 청정(淸正)의 목을 베어 오더라도 용서할 수가 없다.”
선조실록 84권. 선조 30년. 명 만력 25년 (1597

선조의 이 발언을 구절만 가져다가 그대로 믿기는 힘듭니다. 선조는 정치적 이해관계에 따라 사람을 대할 때 편애와 증오가 극과 극으로 갈리는 사람이었습니다. 거기에 이이(李珥. 1536~1584)의 표현을 빌리면 '아량이 부족하고, 불공정성, 지나친 승벽이 기질(마음)의 병'이며, '덕이 없고, 의심이 많으며 일관성이 없는' 인물인 만큼 같은 사안도 나중에 인용될 때 아전인수(我田引水)식으로 이용되기 일쑤였습니다.
이 부분도 예외는 아닙니다. 그런데 여기서 선조가 왜영 방화사건에 대해 언급하는 부분이 중요합니다. '이순신이 부하의 거짓 보고를 확인도 안하고 그대로 올려 조정을 기만했다'가 아니라 '부하들이 한 일을 자기가 계책을 세워서 한 것처럼 거짓보고를 했다'고 공격하고 있습니다. 하지만 이순신이 보고한 내용을 다시 읽어보면 '부하들이 계책을 세워서 왜영에 불을 질렀다'는 내용이 분명히 드러납니다. 그리고 안위와 신명학, 박의검 등이 같이 모의해서 시행했다고 했고, 자신이 여기에 연관되었다는 말을 하지 않았습니다. 이순신이 부하에게 속아 허위보고를 하지 않았다는 것이 명확한 상황에서 선조는 장계의 내용을 곡해(曲解)해서 이순신에게 죄를 줄 명분을 찾으려고 했던 것입니다. 결국은 이순신이 허위보고를 한 것이 아니라는 결론이 나온다.
하지만 문제는 여기서 끝나지 않습니다. 뒤에 기록을 보면 이 방화사건에서 정희현과 그 밑에 있던 허수석의 비중도 만만치 않게 다루어지고, 나중에는 그가 부산 왜영 방화사건을 주도한 것처럼 인식되고 있습니다. 그도 공을 가로챈 것이 아니라 이 사건에서 어떤 역할이 있었다는 뜻인데 이를 어떻게 해석해야 할까요?
역시 이원익의 보고에 단서가 있습니다.
우의정 이원익이 아뢰기를,
“모 유격(茅遊擊)이 신을 불러 좌우를 물리치고 혹은 글씨를 써서 보이기도 하고 낮은 어조로 말을 하기도 하였습니다. 그는 ‘내가 군문(軍門)을 만났는데 군문이 밀어(密語)로 나에게 교시하기를 「의정(議政)과 서로 비밀히 한 말을 아뢰어 알리고 거행하도록 하라. 」고 하였다. 지금 적실한 보고가 왔는데 거기에 「가등청정이 산음(山陰)에 있다.」고 하였다. 만약 이 왜적을 제거한다면 나머지는 모두 와해될 것이다. 그리고 본국인으로서 왜적에 붙어 드나드는 자들이 많으니 특별히 중한 상금을 걸고 믿을 만한 사람을 모집, 독물(毒物)을 싸들여 보내어 도모하게 해야 한다. 이 일은 만에 하나라도 소홀히 해서는 안 된다. 모름지기 극비(極秘)에 부쳐 폭로되지 않도록 해야 한다. …….’ 하였습니다.
이 일에 대해서는 신이 전에 경상도에 있을 때에 군관(軍官) 정희현(鄭希賢)을 시켜 그 일을 전적으로 관장하게 하였는데, 희현은 왜적에게 붙어 드나드는 사람들과 많이 결교(結交)하고 있었습니다. 전일 양곡 창고를 불태운 것도 바로 정희현이 한 짓인데 그 무리 가운데 아직도 그 근처에 남아 있는 자들이 반드시 많을 것입니다. 정희현에게 다른 직호(職號)를 가칭하여 은자와 독물을 싸서 내려 보내 그로 하여금 주선하게 하소서. 또 어떤 상(賞)을 더 준다는 것을 공사(公事)로 만들어 가지고 가서 은밀히 그 무리들에게 유시한다면 혹 만에 하나 요행이 없지도 않을 것입니다. 시험해 보는 것도 무방하겠기에 감히 아룁니다.”
하니, 답하기를,
“아뢴 대로 하라. 분부한 대로 시험해 보는 것이 좋겠다. 다만 청적(淸賊)이 어찌하여 산음에 와 있는지를 다시 살펴서 아뢰라.”
하였다.
선조실록 97권. 선조 31년. 명 만력 26년 (1598년) 2월 7일

정희현이 이 일에 연관된 것은 맞습니다. 즉, 그도 부산 왜영 방화사건에 참여했고, 이는 여러 기록을 통해 드러납니다. 하지만 안위와 박의검과는 목적이 달랐다. 안위와 박의검은 부산 왜영에 불을 지르는 것 자체가 목적인 반면에 정희현의 목적은 '적장 암살'이었습니다. 정황상으로 볼 때 정희현은 적장 암살을 목적으로 허수석과 왜영 안에 내통하고 있던 일본군을 포섭, 일을 꾸몄고 여기에 박의검과 안위가 들어와 같의 모의를 한 것으로 추측됩니다. 이는 이순신의 장계에서 '약속한 시간이 되기를 기다리는데 마침 서북풍이 크게 불어와서 바람결에 따라 불을 놓았다'고 한 부분에서 확인됩니다. 즉 처음부터 바람을 따라 불을 놓을 생각이 아니라 불을 지를 시각이 미리 정해져 있었다는 뜻입니다. 약속한 시간이 되면 불을 놓아 진중을 혼란스럽게 하고, 그 틈을 이용해 암살할 계획이었을 것입니다.
결과적으로 말하면 방화는 성공했고 적지 않은 물리적, 심리적 피해를 줬지만 주 목적인 암살은 실패했습니다. 그리고 이순신은 허수석과 정희현을 언급하지는 않았다. '암살'이 아니라 '부산의 왜영에 불을 놓는 것'이 목적이었기 때문입니다. 하지만 암살은 실패했어도 적지 않은 성과가 있었기 때문에 이 일에 대해서 문제가 불거졌고, 이원익은 김신국에게 정희현과 허수석의 역할을 설명했고 이것이 김신국의 손을 거쳐 보고되었습니다. 하지만 당초 이원익의 의도와는 다르게 상황이 보고되었고, 선조가 이를 악용하면서 이순신은 '임금을 기만했다'는 죄를 얻게 됩니다.
결론을 정리하면 부산왜영방화사건을 두고 이순신은 거짓말을 하지 않았고 이원익도 마찬가지였다. 그러나 이것이 이순신 제거용으로 악용된 것이 문제가 된것입니다. 여러 정황을 살펴보면 위에서 말한 이순의 해임 이유가 원균에 대한 모함과 허위보고라는 주장과 달리 두 근거가 전부 사실무근임을 알 수 있습니다. 이순신이 해임된 것은 선조가 민심을 끌어모으기 시작한 이순신을 제거하기 위해서 이런저런 핑계를 대며 어거지로 해임했다는 쪽이 더 논리에 맞습니다.

## 가계
- 조부 : 원준량(元俊良)
- 조모 : 남원양씨, 양성지의 후손
  - 숙부 : 원연(元埏[14], 1545년 ~ 1597년)
  - 숙부 : 원전([14], ? ~ 1597년)
  - 숙부 : 원용
  - 아버지 : 원균(元均, 1540년 음력 1월 5일 ~ 1597년 음력 6월 19일)
  - 어머니 : 파평윤씨(坡平尹氏, 1546년 ~ 1642년 9월 16일)
    - 누이 : 원씨, 한억(韓嶷)에게 출가
    - 매부 : 한억(韓嶷, 현감 역임)
      - 외조카 : 한석망(韓碩望)
      - 외조카 : 한석진(韓碩振)
      - 외조카 : 한석신(韓碩臣)
      - 외조카 : 한석량(韓碩良, 무과 급제후 방어사, 부총관 역임)
      - 외조카 : 한씨, 학생(學生) 유정(兪楨)에게 출가
      - 외조카 : 한씨, 남로성(南老星, 참판 역임)에게 출가

  - 서모 : 이름 미상
    - 서제 : 이름 미상
    - 서매 : 원씨, 이신춘(李新春)의 첩
    - 서매부 : 이신춘(李新春, 동지사(同知事) 역임)
      - 서외조카 : 이씨
      - 서외조카 : 윤안지(尹安之)

    - 서매 : 원씨, 왕족 의신군(義信君) 이비(李備)의 첩
    - 서매부 : 의신군(義信君) 이비(李備)
      - 서외조카 : 원평령(原平令) 이박(李珀)
      - 서외조카 : 원계령(原溪令) 이경(李瓊)
      - 서외조카 : 원흥령(原興令) 이거(李琚)
      - 서외조카 : 원창령(原昌令) 이구(李玖)
      - 서외조카 : 원양수(原陽守) 이정(李珽)
      - 서외조카 : 원인령(原仁令) 이락(李珞)

  - 서모 : 이름 미상
    - 서매 : 원씨, 승지 조정견(趙廷堅)의 첩
    - 서매 : 원씨, 병마절도사 정항(鄭沆)의 첩
    - 부인 : 능성 구씨, 만호 구삼락(具三樂)의 딸
      - 아들 : 원필(元珌, 충의위(忠義衛))
      - 자부 : 전주이씨, 이담(李曇)의 딸

    - 부인 : 창녕 성씨, 성여학(成汝學)의 딸
      - 아들 : 원염(元琰)
        - 손자 : 원순격(元舜格, 후일 증조부 원균의 신원을 요청하였다.)
          - 증손 : 원진서(元震瑞)
- 외조부 : 윤언성(尹彦誠, 본관은 파평, 증 참판에 추증되고 파원군에 추봉되었다.)

## 같이 보기
- 임진왜란
- 정유재란
- 원균
- 이순신
- 권율
- 원준량

## 관련 서적
- 이은식, 원균 그리고 이순신 (도서출판 타오름, 2009)
- 도현신, 원균과 이순신 (비봉출판사, 2008)
- 백유선, 한국사 콘서트 (도서출판 두리미디어, 2008)
- 최용범, 함규진 공저, 《다시 쓰는 간신열전》 (페이퍼로드, 2007)
- 신동준, 《조선의 왕과 신하 부국강병을 논하다》(살림, 2007)
- 이민웅, 《임진왜란 해전사》 (청어람미디어, 2004)
- 이재범, 《원균을 위한 변명》 (학민사, 2004)
- 고정욱, 《원균 1,2》 (도서출판 산호와 진주, 2004)